# Eragon
Eragon är den första delen i fantasykvadrologin Arvtagaren, skriven av Christopher Paolini. Han började skriva boken vid 15 års ålder, men fick den publicerad när han var 17 genom sina föräldrars förlag år 2001. Den fick dock först spridning när bokförlaget Random House köpte rättigheterna och publicerade boken 2003. Paolinis böcker har fått mycket bra kritik och serien har tilltalat läsare över hela världen.

## Handling
Boken börjar med att den fattige bondpojken Eragon hittar en stor, safirblå sten när han är ute och jagar i bergskedjan Ryggraden. Han tar med den till sitt hem nära Carvahall i Palancardalen, och planerar att sälja stenen för att få råd med mat åt sin familj. Till hans missnöje vill byns slaktare Sloan inte byta till sig stenen mot kött efter att han får reda på att Eragon har funnit den i olycksbådande bergskedjan Ryggraden. Eragon behåller den för att vid ett senare tillfälle hitta en köpare. En natt när han ligger och sover vaknar han av ideligna pipanden som han inser kommer från stenen. Några minuter senare syns en spricka i på den safirblå stenens yta och en liten drake kläcks. 
Eragon och draken, som tar namnet Saphira, talar genom tanken och börjar bygga upp ett starkt band till varandra. Och legenden om Drakar och Ryttare blir levande igen.
Över en natt förändras sedan Eragons och Saphiras liv, de tvingas fly från Carvahall för att rädda  byns invånare från Kungens soldater, som av någon anledning känner till ägget. Till sällskap får de den märklige Brom, som hittills endast varit känd som sagoberättare i byn. Det visar sig dock att Brom kan och vet mycket mer än så.

## Uppföljare
Berättelsen om Eragon fortsätter i uppföljarna Den äldste, Brisingr och Arvtagaren (som släpptes den 8 november 2011.) 